# Eleições municipais em Cuiabá em 1988
As eleições municipais em Cuiabá em 1988 aconteceram em 15 de novembro, como parte das eleições municipais em 24 estados brasileiros e nos  territórios federais do Amapá e Roraima. No presente caso foram eleitos o prefeito Frederico Campos e a vice-prefeita Beatriz Spinelli.
Nascido em Cuiabá, o engenheiro civil Frederico Campos graduou-se na Universidade Federal do Rio de Janeiro em 1952. Empresário ceramista, trabalhou na prefeitura de Várzea Grande no ano seguinte e a seguir dirigiu uma firma de pavimentação e uma construtora. Professor do Instituto Federal de Mato Grosso durante quatorze anos a partir de 1956, pertenceu ao PSD e trabalhou na Superintendência do Plano de Valorização Econômica da Amazônia (SPVEA) e na sucessora desta, a Superintendência do Desenvolvimento da Amazônia. Nomeado prefeito de Cuiabá pelo governador Pedro Pedrossian em 1967, mantendo-se no cargo por dois anos. Funcionário da prefeitura de Cubatão até 1974, voltou à capital mato-grossense para assumir como secretário de Viação e Obras Públicas no governo José Garcia Neto e ao sair deste foi trabalhar no Departamento de Estradas de Rodagem.
Sobrinho do general Dilermando Gomes Monteiro, foi escolhido governador de Mato Grosso via ARENA em 1978. Durante o mandato, seguiu para o PDS e assumiu um cargo junto à Superintendência de Desenvolvimento do Centro-Oeste (SUDECO). Com a vitória da Nova República, passou pelo PDT antes de disputar o governo mato-grossense na legenda do PMB em 1986, não obtendo êxito. Contudo venceu a eleição à prefeitura de Cuiabá pelo PFL em 1988. Apesar da coincidência de sobrenomes, não tem parentesco com os políticos Júlio Campos e Jayme Campos.

## Resultado da eleição para prefeito
Foram apurados 115.922 votos nominais, assim distribuídos:
| Candidatos a prefeito de Cuiabá | Candidatos a vice-prefeito | Número | Coligação                                               | Votação | Percentual |
| ------------------------------- | -------------------------- | ------ | ------------------------------------------------------- | ------- | ---------- |
| Frederico Campos PFL            | Beatriz Spinelli PFL       | 25     | União por Cuiabá (PFL, PL)                              | 44.747  | 38,60%     |
| Roberto França PTB              | Joaquim Sucena PTB         | 14     | Movimento Democrático Cuiabano (PTB, PTN, PDT, PJ, PCN) | 34.309  | 29,60%     |
| José Meirelles PMDB             | Frederico Müller PMDB      | 15     | PMDB, PCB                                               | 30.882  | 26,64%     |
| Serys Slhessarenko PV           | Odemar Leotti PT           | 43     | Força Popular (PV, PT, PCdoB, PSB)                      | 5.984   | 5,16%      |